# 索非亚大学
42°41′37″N 23°20′06″E / 42.69361°N 23.33500°E
索非亚大学，全称索非亚圣克莱门特奥赫里德大学（Софийски университет „Св. Климент Охридски“），是保加利亚最古老的高等学府，创办于1888年10月1日。学校现有1598名教学人员和25368名学生，其中国际学生约1500人。校长为伊万·伊尔切夫教授。

## 历史

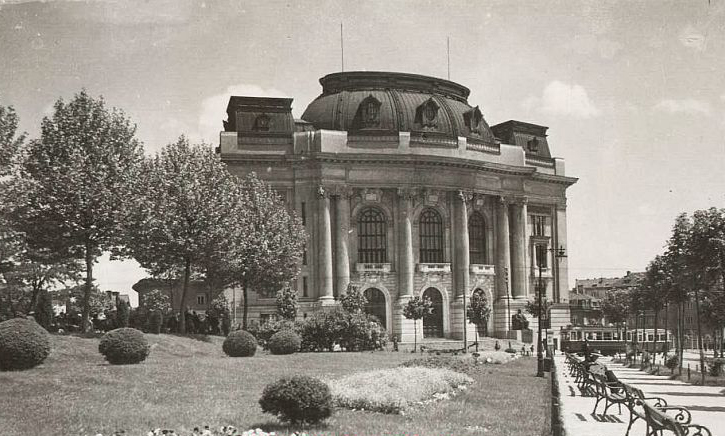
索非亚大学主楼（1935年）

1880年，保加利亚教育部向国民议会提交了一项议案，提出创办保加利亚的第一所高等院校，并覆盖法学、哲学、医学、自然科学与工程等学科。1887年，教育部长颁布法令，开办高等教育学课程。由于这项课程进展顺利，次年末，国民议会通过议案，在此课程的基础上创办高等院校，教学工作于1888年10月1日正式开始。最早创办的学院是历史与语言学学院，首批学生43人，均为男性，学习的课程为历史学、斯拉夫语言学和哲学与教育学。第二年，物理与数学学院成立。
1894年通过的新大学法案正式将这所高等学校承认为大学。同年，法学院成立。20世纪初，医学、农学、林学、神学和经济学等学科也相继创办。1905年，大学被重新命名为“索非亚圣克莱门特奥赫里德大学”。1938年，建校50周年之际，索非亚大学拥有7个学院、52个研究所、42826名全日制学生。
第二次世界大战结束后，保加利亚的高等教育体制发生了巨大变化。索非亚大学的一些学科纷纷独立出来，成为新的高等院校，包括经济学高等学院、医学院、农学院等，也有一些学科则整合到保加利亚科学院的体系中。近年来，这些学科又重新并入索非亚大学。

## 教学机构

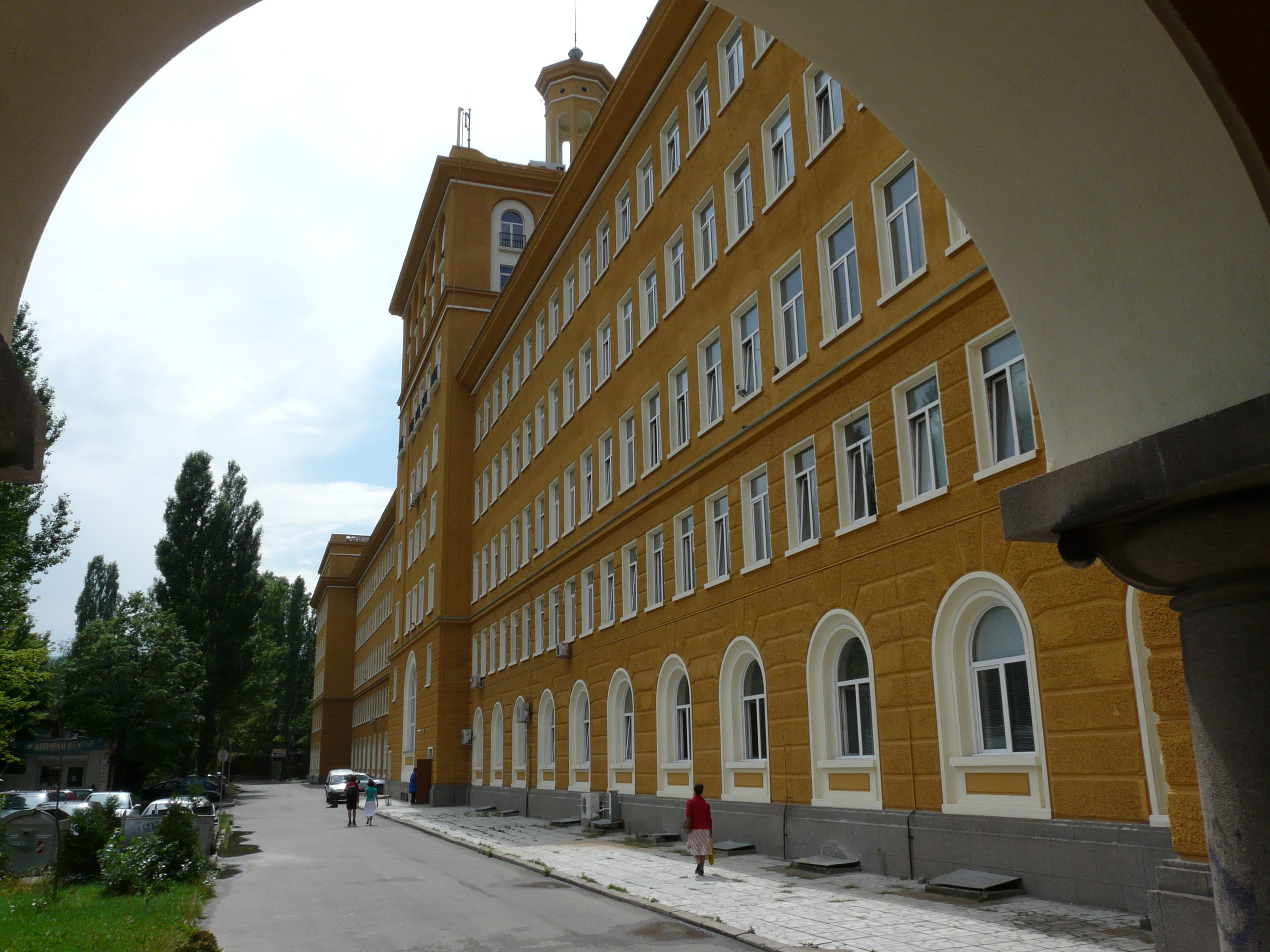
索非亚大学化学系

索非亚大学现有16个学院和3个独立的系，分别是：历史学院、斯拉夫研究学院、经典与现代语言学学院、哲学学院、法学院、教育学院、学前教育与初等教育学院、神学院、新闻学与大众传媒学院、经济与工商管理学院、数学与信息学院、物理学院、化学学院、生物学院、地质与地理学院、医学院，以及语言学习系、信息与教师在职培训系、体育系。

## 国际交流
索非亚大学是欧洲大学协会（EUA）和欧洲首都大学联盟（UNICA）的成员学校。除了通过欧盟的伊拉斯谟（Erasmus）等项目与欧洲范围内的大学进行交流，索非亚大学还与世界上60多个国家的大学签署了合作协议。

## 知名校友
- 格奥尔基·珀尔瓦诺夫：保加利亚前总统
- 伊万·科斯托夫：保加利亚前总理
- 热柳·热列夫：保加利亚前总统